# Terceira causa
Terceira causa ou efeito conjunto é uma falácia que consiste em ignorar que existe uma terceira coisa, que é a causa das outras duas. Por vezes, é descrita como um caso especial de Post hoc ergo propter hoc.

## Exemplos
- Estamos vivendo uma fase de elevado desemprego, que é provocado por um baixo consumo.

A frase acima pode estar desconsiderando outros fatores, como a possibilidade de que as altas taxas de juros possam ser a causa do desemprego e do baixo consumo.
- Hoje os pais não batem mais nos filhos, por isto vemos filhos batendo nos pais.

Deduz-se que os casos de filhos batendo nos pais existem por que os pais não batiam neles. Mas a conclusão não se segue necessariamente à premissa, pois há filhos que foram educados com castigo e que também batem nos pais, outros não o fazem e há aqueles que não recebiam castigos e também não batem nos pais, bem como há os que batem. Logo, deve haver outra causa para o fenômeno e não a ausência do castigo físico na educação infantil.